# إدوارد دي لورينزو
إدوارد دي لورينزو (بالإنجليزية: Edward di Lorenzo)‏ هو كاتب سيناريو أمريكي، (و. 1900  م).

## وصلات خارجية
- إدوارد دي لورينزو على موقع IMDb (الإنجليزية)
- إدوارد دي لورينزو على موقع ألو سيني (الفرنسية)
- إدوارد دي لورينزو على موقع أول موفي (الإنجليزية)
- إدوارد دي لورينزو على موقع قاعدة بيانات الأفلام السويدية (السويدية)
- إدوارد دي لورينزو على موقع قاعدة بيانات الفيلم (الإنجليزية)